# Knoutsodonta brasiliensis
Knoutsodonta brasiliensis is een slakkensoort uit de familie van de Onchidorididae. De wetenschappelijke naam van de soort werd voor het eerst geldig gepubliceerd in 2011 door Alvim, Padula en Pimenta als Onchidoris brasiliensis.